# 제주개
제주개(濟州犬)는 제주도의 개이다. 과거엔 사냥견으로 활동하였다.
‘제주개’는 중국에서 건너와 3000년 전부터 제주에 정착, 현지 특유의 환경에 적응했다. 뭉뚝한 빗자루처럼 생긴 장대꼬리와 넓은 이마, 여우 입술, 뾰족한 귀, 검정 털이 섞인 짙은 황색 털빛을 내는 것이 특징. 온순하면서도 행동이 민첩하고 청각·후각·시각이 뛰어나 오소리, 꿩 등 야생동물 사냥에 뛰어난 재능이 있다. 그러나 현재 103마리밖에 남지 않아 멸종위기에 놓여 있다.

## 같이 보기
- 번견
- 대한민국
- 삽살개